# Ångfartyget Runn
Ångfartyget Runn är ett svenskt ångdrivet passagerarfartyg med hemmahamn i Smedjebacken.
Ångfartyget Runn byggdes 1907 för trafik på sjön Runn, nära Falun. Förste ägare var Runns Ångbåtstrafik AB i Vika. Bolaget ägde även Vika ångsåg. År 1932 övertogs fartyget av det nybildade bolaget Runns nya ångbåtstrafik. Efter nästa övertagande gick fartyget med enbart persontrafik, till exempel kyrkfolk, nykterhetssamfund eller idrottsföreningar. Det kunde förekomma lustturer och månskensturer med dragspelsmusik som hördes långväga över vattnet och trafik till Faluns Folkets park som låg på Kvarnberget, tvärs över sjön Tisken.
År 1965 togs Runn ur trafik och blev privatägd lustbåt för en ägare från Djursholm och anpassades för användning i Stockholms skärgård. Fartyget bytte ägare i Stockholm 1979, men sjönk till 18 meters djup vid Kummelnäs varv 1980. Fartyget såldes och bärgades.
År 2002 köpte vänföreningen Å/F Runn i Smedjebacken fartyget. Hon har renoverats i omgångar i Smedjebacken, bland annat vintern 2014/2015, då ångpannan renoverades.
Å/F Runn används sedan 2009 för passagerartrafik i sjön Barken och längre söderut längs Strömsholms kanal.
Hon k-märktes 2019.